# Université Saint Ambroise
L'université Saint Ambroise (en anglais : St. Ambrose University) est une université privée américaine située à Davenport dans l'Iowa.

## Source
- (en) Cet article est partiellement ou en totalité issu de l’article de Wikipédia en anglais intitulé « St. Ambrose University » (voir la liste des auteurs).